# January Sobczak
January Sobczak (ur. 3 grudnia 1997 w Koninie) – polski koszykarz grający na pozycji rozgrywającego w Zniczu Pruszków.

## Statystyki

### W rozgrywkach krajowych
| Sezon     | Drużyna                                    | M  | S5 | MPG  | FG%   | 3P%   | FT%   | RPG | APG | SPG | BPG | PPG  |
| --------- | ------------------------------------------ | -- | -- | ---- | ----- | ----- | ----- | --- | --- | --- | --- | ---- |
| 2014/2015 | Polfarmex Kutno (PLK)                      | 5  | 0  | 0,8  | 33,3% | –     | –     | 0,0 | 0,2 | 0,2 | 0,0 | 0,4  |
| 2015/2016 | Polfarmex Kutno (PLK)                      | 3  | 0  | 3,3  | 33,3% | 0%    | –     | 0,0 | 0,7 | 0,0 | 0,0 | 0,7  |
| 2016/2017 | Polfarmex Kutno (PLK)                      | 14 | 1  | 4,7  | 33,3% | 40,0% | 100%  | 0,6 | 0,9 | 0,3 | 0,0 | 0,9  |
| 2017/2018 | Polfarmex Kutno (I liga)                   | 32 |    | 22,1 | 39,2% | 32,0% | 75,7% | 1,8 | 3,7 | 1,7 | 0,0 | 7,6  |
| 2018/2019 | Polfarmex Kutno (I liga)                   | 34 |    | 21,6 | 39,8% | 38,1% | 67,6% | 1,7 | 4,0 | 1,4 | 0,1 | 8,7  |
| 2019/2020 | Elektrobud-Investment ZB Pruszków (I liga) | 20 |    | 32,3 | 39,7% | 33,3% | 83,7% | 2,2 | 5,4 | 1,8 | 0,0 | 12,4 |